# Amiserica rufidula
Amiserica rufidula är en skalbaggsart som beskrevs av Shuhei Nomura 1974. Amiserica rufidula ingår i släktet Amiserica och familjen Melolonthidae. Utöver nominatformen finns också underarten A. r. piceola.